# Runenplatte von Säby
Die Runenplatte von Säby (U 90) liegt an einem Hang südlich von Säby in Järfälla bei Stockholm in Uppland in Schweden. 
Die Runenplatte wurde von Johan Hadorph (1630–1693), dem siebten Reichsantiquar (von 1679–1693) Schwedens gezeichnet.
Die Runen stammen aus der Wikingerzeit (800–1050 n. Chr.) Der Text lautet:
Vilfrid ließ den Stein errichten nach seinem Bruder Tärv und nach Munde seinem Schwager.

Runenplatte von Säby
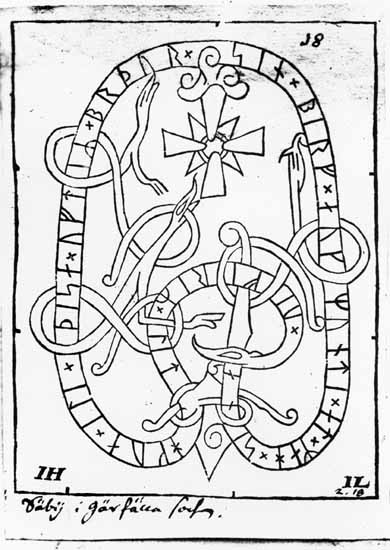
Zeichn. von Johan Hadorph
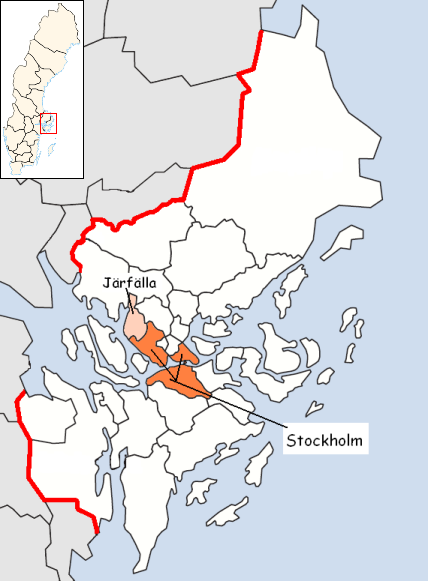
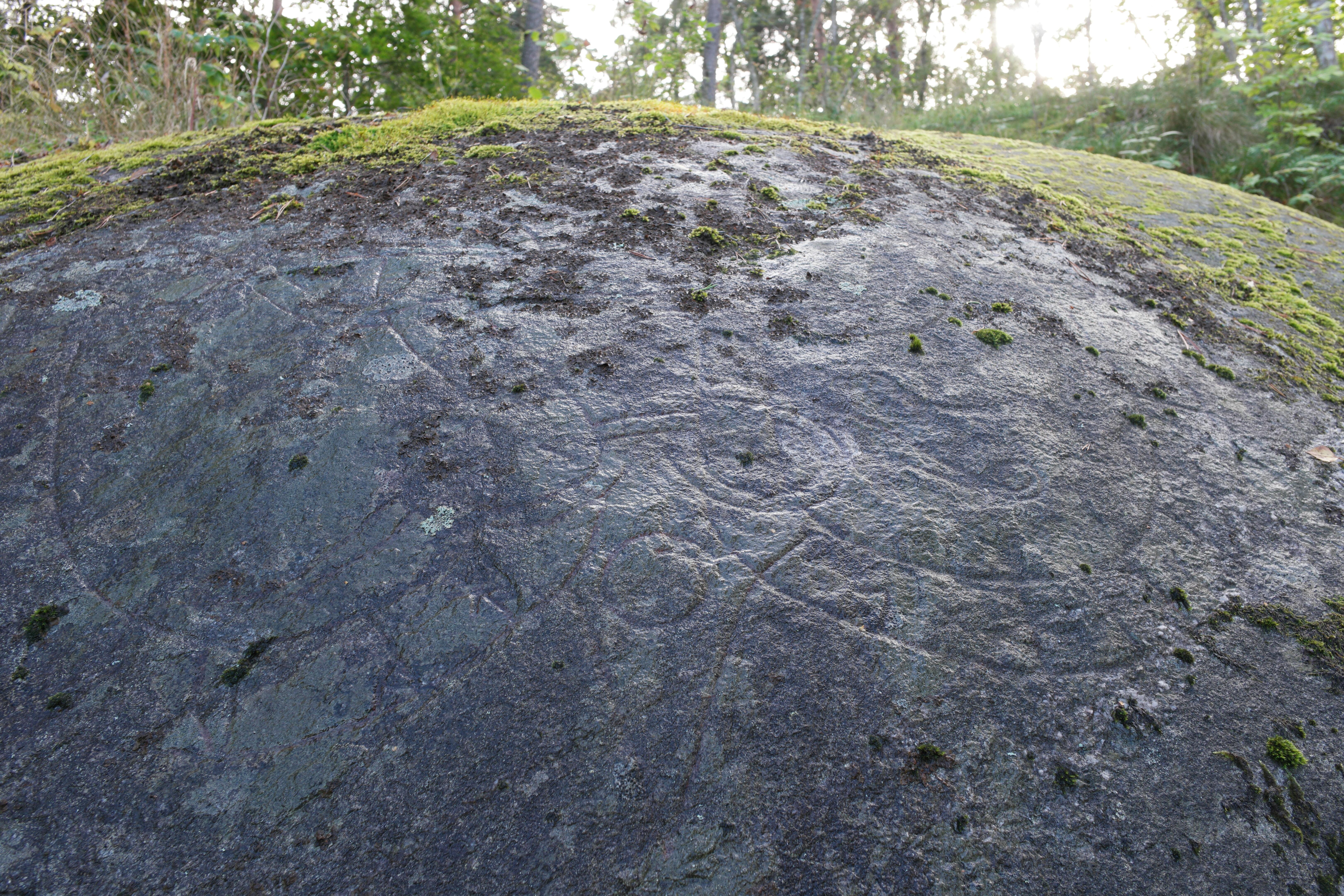
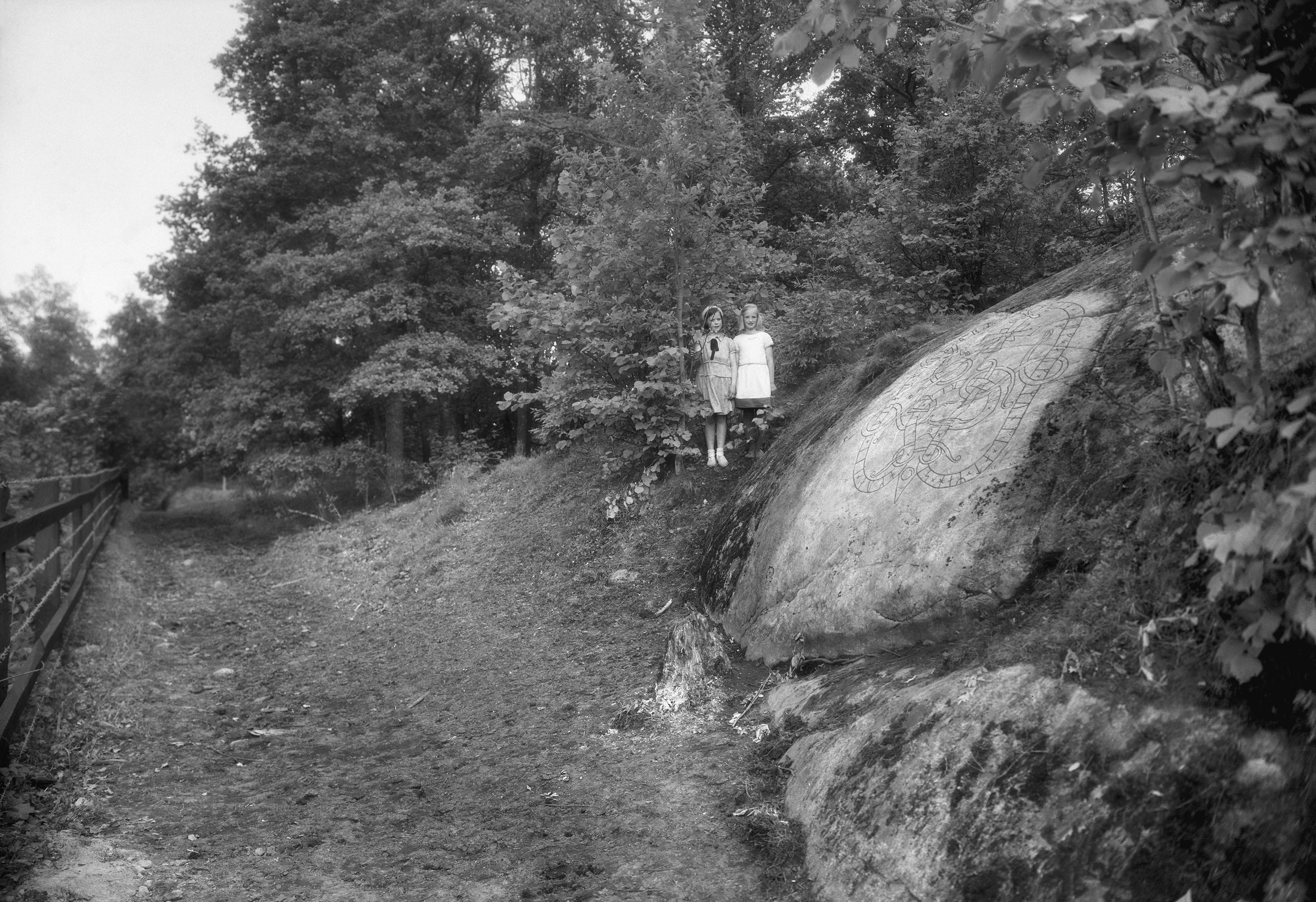
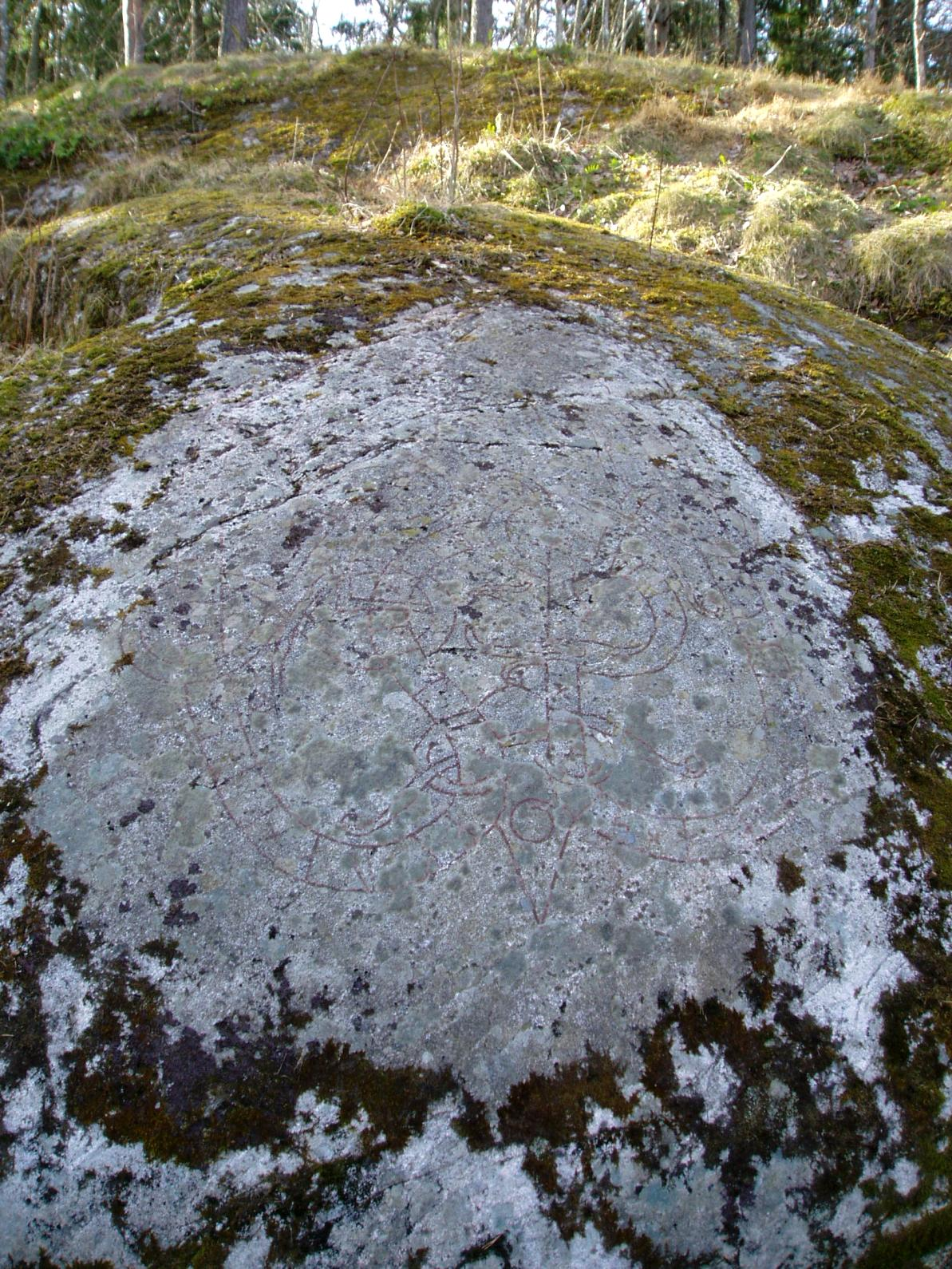